# Schneekluth-Verlag
Der Schneekluth-Verlag, der vor allem Belletristik verlegte,  bestand ab 1949 und war ab 1967 in München. 2003 wurde er von der Verlagsgruppe Droemer-Knaur übernommen.
Gegründet wurde der Verlag von Franz Schneekluth (1896–1971), der seit 1940 Teilhaber im Heyne-Verlag war, damals in Dresden. Er ging in den Westen, um dort dessen Geschäftsinteressen zu vertreten. Als der Partner von Schneekluth Wilhelm Heyne 1948 ebenfalls in den Westen wechselte, gründete Schneekluth einen neuen Verlag. Das erfolgte am 1. Januar 1949 in Celle. Manchmal wird auch 1948 als Gründungsdatum genannt. Aus lizenzrechtlichen Gründen trug der Verlag einen anderen Namen und hieß anfangs Franz Schneekluth Verlag. Ab 1951 saß der Verlag in Darmstadt und nach dem 1967 erfolgten Verkauf an Franz Ehrenwirth (vom Ehrenwirth Verlag) war der Verlag in München. Er hatte die Rechtsform einer GmbH. 1999 wurde der Verlag Teil der neu gegründeten Verlagsgruppe Droemer-Weltbild, zusammen mit einer Reihe anderer Verlage (Knaur, Droemer, Lichtenberg, Pattloch u. a.) und hatte ein gemeinsames Lektorat mit Droemer und Knaur. Ab 2003 war er gesellschaftsrechtlich Teil der Verlagsgruppe Droemer-Knaur, die den Namen nicht mehr als Imprint führte.
Anfangs wurden neben Romanen (unter anderem von Utta Danella) auch Sachliteratur, Kinder- und Jugendliteratur (unter anderem von Arthur-Heinz Lehmann, der noch vom alten Heyne-Verlag kam), Bildbände und Tierbücher veröffentlicht. Zu den Autoren gehörten unter anderem Hans H. König, Heinz G. Konsalik, der Science-Fiction-Autor Andreas Eschbach (Die Haarteppichknüpfer 1995, Das Jesus Video, 1998, Kelwitts Stern, 1999), Victoria Holt, Stephen King (Das Mädchen, Carrie),  die Krimi-Autorin Gwen Bristow, Waris Dirie (Wüstenblume). Es wurden aber auch nach wie vor Sachbücher wie die des Musikkritikers Joachim Kaiser verlegt.